# (28396) Eymann
(28396) Eymann est un astéroïde de la ceinture principale d'astéroïdes.

## Description
(28396) Eymann est un astéroïde de la ceinture principale d'astéroïdes. Il fut découvert le 13 septembre 1999 à Guitalens par Alain Klotz. Il présente une orbite caractérisée par un demi-grand axe de 2,34 UA, une excentricité de 0,13 et une inclinaison de 6,4° par rapport à l'écliptique.

## Compléments